# Техасский университет A&M в центральном Техасе
Техасский университет A&M в центральном Техасе (англ. Texas A&M University–Central Texas, сокр. TAMUCT) — американский государственный университет в Киллине, штат Техас.
Университет является частью системы Техасского университета A&M.

## История
После основания в Киллине в конце 1960-х годов Колледжа центрального Техаса, местные жители стремились создать учебное заведение высшего уровня, чтобы удовлетворить спрос на четырёхлетнее образование, присуждающее ученую степень. В результате в сентябре 1973 года был основан Американский технологический университет (American Technological University) — частное учебное заведение, которое сосредоточилось на технологических учебных программах, но постепенно смещало свое внимание в сторону гуманитарных наук, психологию и уголовную юстицию. В 1989 году Американский технологический университет сменил своё название на Университет центрального Техаса (University of Central Texas), доведя число своих учащихся с 500 студентов до более чем 1000 в 1997 году. За это время университет переехал в новое здание, расположенное рядом с Колледжем центрального Техаса. Несмотря на успех этого вуза, он оставался частным, а местные жители хотели, чтобы университет поддерживался государством. В результате тогдашний губернатор штата Техас Джордж Буш инициировал углубленное выяснение потребности в высшем образовании в районе города Киллин.
С этой целью в 1995 году была создана целевая группа, работа которой привела к следующим рекомендациям: Колледж центрального Техаса должен остаться в своём виде, Университет центрального Техаса должен быть распущен и передать свои активы государству, а Тарлтонский университет должен открыть кампус в Киллине и предложить курсы для младших, старших и выпускников. Эти рекомендации были приняты, и в 1999 году в Киллине открылся филиал Тарлтонского университета — Тарлтонский университет в центральном Техасе (Tarleton State University-Central Texas). Позже, в 2009 году, законодательный орган Техаса принял решение о создании самостоятельного государственного университета в Киллине. 27 мая 2009 года губернатор штата Техас Рик Перри подписал законопроект «Bill 629», официально учреждающий Техасский университет A&M в центральном Техасе, который одновременно стал частью системы Техасского университета A&M.

## Деятельность
В апреле 2010 года Попечительским советом системы Техасского университета A&M первым президентом нового университета стал Марк Нильяццо (Marc Nigliazzo), который находится в этой должности по настоящее время. 2 июля 2012 года университет объявил о приеме на работу доктора Рассела Портера (Russell Porter), бывшего капитана ВВС США, в качестве вице-президента по аспирантуре и исследованиям. В 2016 году доктор Портер был назначен вице-президентом по исследованиям и экономическому развитию, аспирантура была передана доктору Келли Куд (Kellie Cude).
Техасский университет A&M в центральном Техасе предлагает 38 степеней бакалавра и 17 степеней магистра. Академическая структура университета состоит из трех подразделений:
- College of Arts and Sciences
- College of Business Administration
- College of Education and Human Development

Университетский кампус находится на севере Киллина на участке земли, подаренным в мае 2009 года военной базой США Форт-Худ. Строительство первого здания кампуса — Founder’s Hall, началось 26 августа 2010 года, торжественная церемония его открытия состоялась 24 мая 2012 года. После полного окончания строительства кампуса на его территории будет находиться 19 учебных корпусов.